# گاناگوبی
گاناگوبی (به فرانسوی: Ganagobie) یک کمون (فرانسه) در فرانسه است که در canton of Peyruis واقع شده‌است. گاناگوبی ۱۰٫۵ کیلومتر مربع مساحت دارد ۳۷۷ متر بالاتر از سطح دریا واقع شده‌است.